# In America (Britny Fox)
In America è il primo EP dei Britny Fox, uscito nel 1986 per l'Etichetta Wolfe Records.
Di quest'album, vennero ripubblicate nel debutto solo le prime 6 tracce, escludendone l'ultima, "Stand Tall". I 6 brani poi apparsi nel debut vennero ri-registrati. Vi sono delle differenze tra le versioni demo di quest'album, e quelle che appaiono nel debut album. In questo disco i brani risultano più grezzi e vi sono alcune piccole differenze.
L'album venne rimasterizzato nel 2003 con l'aggiunta di alcune tracce registrate nel 1987, dopo la morte del batterista Tony Destra sostituito da Adam West.

## Tracce
1. Girlschool (Davidson)
2. In America (Davidson, Destra)
3. Kick 'N' Fight (Davidson, Destra)
4. Don't Hide (Davidson)
5. Long Way to Love (Davidson)
6. Rock Revolution (Davidson)
7. Stand Tall (Davidson)

### Tracce aggiunte nella versione rimasterizzata
- 8. Fun in Texas (Davidson)
- 9. Save the Weak (Davidson)
- 10. Hold On (Davidson)
- 11. Plenty of Love (Davidson)
- 12. Ready For You
- 13. Girlschool (versione demo)

## Formazione
- Dean Davidson: voce, chitarra
- Michael Kelly Smith: chitarra
- Billy Childs: basso
- Tony Destra: batteria

### Altri membri (solo nel Remaster)
- Adam West: Batteria (tracce dalla 8 alla 12)